# شهردار (فیلم)
شهردار (ایتالیایی: Il sindaco) فیلمی ایتالیایی در ژانر کمدی محصول سال ۱۹۹۷ است. از بازیگران آن می‌توان به آنتونی کوئین، رائول بووا و ماریا گرازیا کوچی نوتا اشاره کرد.

## چکیده داستان
تراژدی د فیلیپو سیاستمداری که فعالیت‌های مجرمانه در ناپل را اداره می‌کرد، در این فیلم به شرق شیکاگو منتقل شده‌است.